# Diano Marina
Diano Marina este un oraș în regiunea Liguria, Italia.

## Demografie
Diano Marina - evoluția demografică

|  | Graficele sunt indisponibile din cauza unor probleme tehnice. Mai multe informații se găsesc la Phabricator și la wiki-ul MediaWiki. |

Date: Recensăminte sau birourile de statistică - grafică realizată de Wikipedia